# Theodore Jacobson
Theodore „Ted“ Jacobson (* 27. November 1954) ist ein US-amerikanischer Physiker, der sich mit Astrophysik und Gravitationsphysik beschäftigt.
Jacobson studierte am Reed College (Bachelor-Abschluss 1977) und wurde 1983 an der University of Texas at Austin bei Cécile DeWitt-Morette promoviert. Danach war er als Post-Doc 1982/83 mit einem Fulbright-Stipendium am Technion bei Lawrence Schulman, 1984 in Paris (Observatorium von Meudon und Institut Henri Poincaré), von 1984 bis 1986 an der University of California, Santa Barbara (UCSB) und von 1986 bis 1988 an der Brandeis University. 
1988 wurde er Assistant Professor, 1993 Associate Professor und 1998 Professor für Physik an der University of Maryland. 
Er war unter anderem Gastwissenschaftler an der UCSB, der Universität Utrecht (1995/1996), der Universität Paris VII, dem Erwin-Schrödinger-Institut für Mathematische Physik und der Universität Bern.
1986 spielte er eine Rolle in den Anfangsjahren der Schleifenquantengravitation, als er mit Lee Smolin die Wheeler-DeWitt-Gleichung der Quantenkosmologie in den von Abhay Ashtekar eingeführten Schleifenvariablen formulierte und exakte Schleifen-Lösungen der Gleichung fand.
1995 schlug er vor, dass die Gravitation ein thermodynamischer emergenter Effekt ist, der sich aus einer holografischen Beschreibung der Gravitation und der von Jacob Bekenstein und anderen eingeführten Thermodynamik Schwarzer Löcher und allgemein von Ereignishorizonten ergibt. Die Gleichungen der Allgemeinen Relativitätstheorie ergeben sich nach Jacobson dann als eine thermodynamische Zustandsgleichung. Er vermutet eine dahinter stehende Theorie diskreter Grundelemente der Raum-Zeit (ähnlich der klassischen Verbindung von Thermodynamik zu statistischer Mechanik) mit der Erzeugung neuer Elemente im Rahmen der Expansion des Universums.
2004 wurde er Fellow der American Physical Society.

## Schriften
- Jacobson Trans-Planckian redshifts and the substance of the space-time river, Progress Theor. Phys. Suppl., Band 136, 1999, S. 1.
- Ted Jacobson Thermodynamics of Spacetime - The Einstein equation of state, Phys. Rev. Lett., Band 75, 1995, S. 1260
- Jacobson, Christopher Eling, Raf Guedens Non equilibrium thermodynamics of spacetime, Phys. Rev. Lett., Band 96, 2006, S. 121301,
- Jacobson, B. Hu (Herausgeber): Directions in General Relativity, Bd. 2, Cambridge University Press 1993